# Perchède
Perchède – to miejscowość i gmina we Francji, w regionie Oksytania, w departamencie Gers.
Według danych na rok 1990 gminę zamieszkiwały 82 osoby, a gęstość zaludnienia wynosiła 16 osób/km² (wśród 3020 gmin regionu Midi-Pireneje Perchède plasuje się na 981. miejscu pod względem liczby ludności, natomiast pod względem powierzchni na miejscu 1478.).